# Heteropterys cristata
Heteropterys cristata är en tvåhjärtbladig växtart som beskrevs av George Bentham. Heteropterys cristata ingår i släktet Heteropterys och familjen Malpighiaceae. Inga underarter finns listade i Catalogue of Life.